# Tipula (Lunatipula) circe
Tipula (Lunatipula) circe is een tweevleugelige uit de familie langpootmuggen (Tipulidae). De soort komt voor in het Palearctisch gebied.